# Meta Knight
Pour les articles homonymes, voir Knight.
 (octobre 2019).
Si vous disposez d'ouvrages ou d'articles de référence ou si vous connaissez des sites web de qualité traitant du thème abordé ici, merci de compléter l'article en donnant les références utiles à sa vérifiabilité et en les liant à la section « Notes et références ».
Meta Knight est un personnage de jeu vidéo apparaissant dans la série Kirby.
Il fait partie des personnages jouables de la série Super Smash Bros depuis Super Smash Bros. Brawl, jeu paru sur Wii en 2008.

## Description et apparence
Meta Knight est un personnage récurrent de la série Kirby ; ce mystérieux personnage, considéré comme le rival de Kirby, possède un fort sentiment de fierté. Quand il se bat à 100 % de ses capacités, il retire sa cape. Même s'il se bat souvent contre Kirby, ils ont également travaillé main dans la main à de nombreuses reprises.
Bien que de caractère solitaire, Meta Knight n'en est pas moins le chef d'une petite armée (Les Meta minions ou Meta-Knights) et le propriétaire d'un immense vaisseau, le Halberd. Dans Super Smash Bros. Brawl, il se fait d'ailleurs dérober ce vaisseau par l'armée subspatiale, ainsi que Kirby détruit le vaisseau dans Kirby Super Star Ultra (La vengeance de Meta Knight).
Dans Kirby's Adventure, on aperçoit le visage de Meta Knight après que Kirby l'ait battu : il ressemble en fait à Kirby, mais en bleu avec des yeux argentés (Ils deviennent  jaunes quand il porte son masque). Au fur et à mesure des jeux, et si l'on se fie au dessin animé, Meta Knight serait en fait un adulte de la même race que Kirby, ce dernier n'étant encore qu'un bébé. C'est pourquoi il est capable de parler, contrairement à Kirby.

## Jeux
1. Kirby's Adventure (1993, NES)
2. Kirby's Avalanche (1995, Super Nintendo)
3. Kirby Super Star (1996, Super Nintendo)
4. Kirby's Star Stacker (1997, Game Boy)
5. Kirby: Nightmare in Dream Land (2002, Game Boy Advance)
6. Kirby Air Ride (2003, GameCube)
7. Kirby and the Amazing Mirror (2004, Game Boy Advance)
8. Kirby : Le Pinceau du Pouvoir (2005, Nintendo DS)
9. Kirby : Les souris attaquent (2007, Nintendo DS)
10. Kirby Super Star Ultra (2008 & 2009, Nintendo DS)
11. Kirby : Au fil de l'aventure (2010 & 2011, Wii)

### Personnage jouable
1. Kirby: Nightmare in Dream Land (2002, Game Boy Advance)
2. Kirby Air Ride (2003, Game Cube)
3. Kirby : Le Pinceau du Pouvoir (2005, Nintendo DS)
4. Super Smash Bros. Brawl (2008, Wii)
5. Kirby Super Star Ultra (2008 et 2009, Nintendo DS)
6. Kirby's Adventure Wii (2011, Wii)
7. Super Smash Bros. for Nintendo 3DS / for Wii U (2014, 3DS et Wii U)
8. Kirby: Planet Robobot (Nintendo 3DS)
9. Kirby Battle Royale (Nintendo 3DS)
10. Kirby Star Allies (2018, Nintendo Switch)
11. Super Smash Bros. Ultimate (2018, Nintendo Switch)

### Apparition
1. Kirby's Pinball Land (1993, Game Boy)
2. Kirby's Dream Course (1994, Super Nintendo)
3. Super Smash Bros. Melee (2002, GameCube) — (Trophée)